# Давид Еберхард
Давид Еберхард (на шведски: David Eberhard) е шведски психиатър, лектор, колумнист и писател на произведения в областта на психологията и социалните отношения и политика.

## Биография и творчество
Нилс Давид Оскар Еберхард е роден на 19 декември 1966 г. в Швеция, в семейство на психиатър и учителка. Най-малкия е от петима братя и сестри. Израства в Акарп и после в Лунд в провинция Сконе. След гимназията работи като психиатрична сестра. Следва медицина и завършва като лекар през 1996 г., след което специализира психиатрия.
След дипломирането си работи като лекар в психиатричния отдел за спешна помощ на болница „Свети Георги“ в Стокхолм. После става старши лекар в болницата на Дандерюд.
Наблюденията си от психиатричната дейност излага в своите лекции и документални книги.
Давид Еберхард живее със семейството си в Стокхолм и е баща на 6 деца.

## Произведения
- I trygghetsnarkomanernas land: Sverige och det nationella paniksyndromet (2006)
- Ingen tar skit i de lättkränktas land (2009)
- Normalt?: Från vansinnesdåd till vardagspsykoser (2011)
- Hur barnen tog makten (2013)
- Det stora könsexperimentet: Så uppnår vi jämställdhet (2018)